# Image Award/Bester Newcomer
Image Award: Bester Newcomer (Outstanding New Artist)

## 1980er Jahre
1989
Vanessa Lynn Williams

## 1990er Jahre
1994
Shai

1996
Brandy

1997
Kenny Lattimore
- Monifah
- Az Yet
- Maxwell
- Eric Benét

1998
David Burnham

1999
Lauryn Hill
- Mýa
- Big Pun
- Trin-i-tee 5:7
- Tatyana Ali

## 2000er Jahre
2000
Eve
- Angie Stone
- Les Nubians
- Kevon Edmonds
- Iyanla Vanzant

2001
Carl Thomas
- Jill Scott
- Musiq Soulchild
- Audra McDonald
- Lucy Pearl

2002
Alicia Keys
- India.Arie
- Nelly Furtado
- City High
- Bial

2003
Ashanti
- Kelly Rowland
- Tweet
- Floetry
- Amerie

2004
Ruben Studdard
- Heather Headley
- Byron Cage
- Anthony Hamilton
- Beyoncé Knowles

2005
Kanye West
- Fantasia Barrino
- John Legend
- Van Hunt
- Mario Winans

2006
Chris Brown
- Bobby Valentino
- Keyshia Cole
- Leela James
- Omarion

2007
Corinne Bailey Rae
- Cherish
- Lupe Fiasco
- LeToya Luckett
- Mario Vazquez

2008
Jordin Sparks
- Sean Kingston
- Chrisette Michele
- J. Holiday
- Corbin Bleu

2009
Jennifer Hudson
- Estelle
- Anthony David
- Jazmine Sullivan
- Leona Lewis